# Progoreoci
Progoreoci (cyr. Прогореоци) – wieś w Serbii, w okręgu szumadijskim, w gminie Aranđelovac. W 2011 roku liczyła 881 mieszkańców.